# 487 Venetia
487 Venetia este un asteroid din centura principală, descoperit pe 9 iulie 1902, de Luigi Carnera.